# Trissernis greeni
Trissernis greeni är en fjärilsart som beskrevs av Holloway 1977. Trissernis greeni ingår i släktet Trissernis och familjen nattflyn. Inga underarter finns listade i Catalogue of Life.